# 한국서점조합연합회
한국서점조합연합회는 출판물 보급 및 유통산업의 건전한 발전과 출판문화 향상을 목적으로 1958년 7월 19일 설립된 대한민국 문화체육관광부 소관의 사단법인이다. 사무실은 서울 구로구 가마산로 282 6층에 있다.

## 주요 사업
- 서적, 잡지, 교과서 및 기타 출판물의 유통계획 수립
- 도깨비책방
- 서점ON 위탁운영
- 서점ON POS 위탁운영
- 서점의 날
- 서점학교
- 국제도서전 지역서점 종합전시관
- 심야책방